# Danijela Brečko
Danijela (Daniela) Brečko, slovenska andragoginja in predavateljica, * 1968
Ukvarja se s poklicnim razvojem odraslih. Diplomo, magisterij in doktorat je pridobila na Filozofski fakulteti v Ljubljani.
Je docentka na Doba Fakulteti v Mariboru ter Fakulteti za management in pravo Ljubljana. Izvaja izobraževalne programe na Upravni akademiji Direktorata za javni sektor Ministrstva za javno upravo RS.
V lasti ima inštitut Sofos. Bila je direktorica Planeta GV in vodja izobraževanja pri zdaj že nekdanjem Gospodarskem vestniku.